# Nowomarjiwka (Wosnessensk)
Nowomarjiwka (ukrainisch Новомар'ївка; russisch Новомарьевка Nowomarjewka) ist ein Dorf im Norden der ukrainischen Oblast Mykolajiw mit etwa 700 Einwohnern.
Das sehr langgestreckte Straßendorf wurde Ende des 19. Jahrhunderts gegründet und liegt am Fluss Komyschuwata (Комишувата), 52 Kilometer nordöstlich der Rajonshauptstadt Wosnessensk und 124 Kilometer nördlich der Oblasthauptstadt Mykolajiw, die ehemalige Rajonshauptstadt Bratske befindet sich 20 Kilometer südlich des Ortes.

## Verwaltungsgliederung
Am 4. Juli 2018 wurde das Dorf zum Zentrum der neugegründeten Landgemeinde Nowomarjiwka (Новомар'ївська сільська громада/Nowomarjiwska silska hromada). Zu diesem zählten auch noch die 11 Dörfer Jurjiwka, Kamjano-Kostuwate, Kamjanopil, Kostuwate, Lissowe, Myroljubiwka, Obuchiwka, Petriwka Druha, Petriwka Perscha, Pryschtschepiwka und Pjatychatky, bis dahin bildete es die gleichnamige Landratsgemeinde Nowomarjiwka (Новомар'ївська сільська рада/Nowomarjiwska silska rada) im Nordwesten des Rajons Bratske.
Am 12. Juni 2020 kamen die 14 in der untenstehenden Tabelle aufgelisteten Dörfer sowie die Ansiedlung Ljudmyliwka zum Gemeindegebiet.
Am 17. Juli 2020 kam es im Zuge einer großen Rajonsreform zum Anschluss des Rajonsgebietes an den Rajon Wosnessensk.
Folgende Orte sind neben dem Hauptort Nowomarjiwka Teil der Gemeinde:
| Name                     | Name              | Name                                     |
| ukrainisch transkribiert | ukrainisch        | russisch                                 |
| ------------------------ | ----------------- | ---------------------------------------- |
| Antoniwka                | Антонівка         | Антоновка (Antonowka)                    |
| Darnyzja                 | Дарниця           | Дарница (Darniza)                        |
| Hanniwka                 | Ганнівка          | Анновка (Annowka)                        |
| Hryhoriwka               | Григорівка        | Григоровка (Grigorowka)                  |
| Jelysawetiwka            | Єлизаветівка      | Елизаветовка (Jelisawetowka)             |
| Jurjiwka                 | Юр’ївка           | Юрьевка (Jurjewka)                       |
| Kamjano-Kostuwate        | Кам’яно-Костувате | Каменно-Костоватое (Kamenno-Kostowatoje) |
| Kamjanopil               | Кам’янопіль       | Каменнополь (Kamennopol)                 |
| Kostuwate                | Костувате         | Костоватое (Kostowatoje)                 |
| Lissowe                  | Лісове            | Лесовое (Lessowoje)                      |
| Ljudmyliwka              | Людмилівка        | Людмиловка (Ljudmilowka)                 |
| Mostowe                  | Мостове           | Мостовое (Mostowoje)                     |
| Mychajlo-Schukowe        | Михайло-Жукове    | Михайло-Жуково (Michailo-Schukowo)       |
| Myroljubiwka             | Миролюбівка       | Миролюбовка (Miroljubowka)               |
| Nowofedoriwka            | Новофедорівка     | Новофёдоровка (Nowofjodorowka)           |
| Obuchiwka                | Обухівка          | Обуховка (Obuchowka)                     |
| Orlowe Pole              | Орлове Поле       | Орлово Поле (Orlowo Pole)                |
| Petriwka Druha           | Петрівка Друга    | Петровка Вторая (Petrowka Wtoraja)       |
| Petriwka Perscha         | Петрівка Перша    | Петровка Первая (Petrowka Perwaja)       |
| Pryschtschepiwka         | Прищепівка        | Прищеповка (Prischtschepowka)            |
| Pjatychatky              | П’ятихатки        | Пятихатки (Pjatichatki)                  |
| Stepowe                  | Степове           | Степовое (Stepowoje)                     |
| Tymofijiwka              | Тимофіївка        | Тимофеевка (Timofejewka)                 |
| Woronyne                 | Воронине          | Воронино (Woronino)                      |
| Zybulky                  | Цибульки          | Цибульки (Zibulki)                       |